# The Puppy Episode
The Puppy Episode is een dubbellange aflevering van de Amerikaanse televisieserie Ellen, die uitgezonden werd op 30 april 1997 (vierde seizoen, nr. 22/23). Het scenario was van de hand van Ellen DeGeneres, en Gil Junger was verantwoordelijk voor de regie. Deze aflevering is bijzonder omdat het titelpersonage Ellen Morgan erin uit de kast komt. Twee weken daarvoor was Ellen DeGeneres zelf uit de kast gekomen. Het was een novum voor Amerikaanse televisie dat een homoseksueel hoofdpersonage door een openlijk homoseksueel acteur werd gespeeld. Deze controversiële aflevering van Ellen behoorde tot de beste bekeken (42 miljoen kijkers in de V.S.) en best gewaardeerde afleveringen van de serie. De aflevering werd bekroond met een Emmy Award voor 'Outstanding Writing in a Comedy Series', een GLAAD Media Award en een Peabody Award.

## Rolverdeling
Naast de vaste bezetting van Ellen DeGeneres (Ellen), Joely Fisher (Paige), Jeremy Piven (Spence), David Anthony Higgings (Joe), Clea Lewis (Audrey) en Patrick Bristow (Peter), spelen Laura Dern, Steven Eckholdt en Oprah Winfrey belangrijke gastrollen, respectievelijk de vrouw op wie Ellen verliefd wordt, Ellens oud-studiegenoot en Ellens psychotherapeut. Daarnaast zijn er vele cameo's van bekende lesbiennes (Melissa Etheridge, k.d. lang en Jenny Shimizu), Ellens moeder (Betty DeGeneres) en Hollywoodacteurs die Ellens coming-out steunden (Gina Gershon, Demi Moore, Billy Bob Thornton en Dwight Yoakam). Onder de figuranten zijn voor de oplettende kijker nog meer lesbische bekendheden te ontdekken, zoals Leisha Hailey (toen de partner van k.d. lang) en Judy Wieder (hoofdredacteur van The Advocate). De samenstelling van de uitzending geeft aan dat men zich ervan bewust was dat met The Puppy Episode televisiegeschiedenis werd geschreven.

## Synopsis

### Deel 1
Ellen gaat uit eten met een oud-studiegenoot, Richard (Steven Eckholdt), die op doorreis in L.A. is. Hij stelt Ellen voor aan zijn collega Susan (Laura Dern) en tussen hen blijkt het te klikken. Op zijn hotelkamer doet Richard een versierpoging, maar Ellen is daar niet van gediend en gaat snel weg. Op de gang komt ze Susan tegen, die haar uitnodigt op haar kamer. Ellen lucht haar hart over Richards gedrag en vraagt of Susan en Richard ooit iets hebben gehad. Daarop vertelt Susan dat ze lesbisch is en dat ze in de veronderstelling was dat Ellen dat ook was. Ellen schrikt en ontkent in alle toonaarden. Ze ontvlucht Susans kamer en klopt bij Richard aan om alsnog op zijn avances in te gaan. De volgende dag schept Ellen tegen haar vrienden op over haar avontuurtje met Richard, maar tegenover haar therapeut (Oprah Winfrey) biecht ze op dat seks met Richard op niets is uitgelopen, omdat ze niet de juiste gevoelens voor hem heeft. Op de vraag van haar therapeut of ze die gevoelens weleens voor iemand anders heeft gehad, bekent Ellen dat ze verliefd is op Susan. In de veronderstelling dat Richard en Susan de volgende dag beide vertrekken, gaat Ellen naar het vliegveld om Susan te vertellen dat ze gelijk had en inderdaad lesbisch is.

### Deel 2
Ellen bespreekt haar gevoelens voor vrouwen met haar therapeut en de wijze waarop daar in het algemeen door de maatschappij (discriminerend) op gereageerd wordt. De therapeut dringt er niettemin op aan dat Ellen haar vrienden over haar geaardheid vertelt. De vrienden reageren verrast en met variërende mate van enthousiasme. Ook blijkt dat ze onderling al lang over haar geaardheid hadden gespeculeerd. Ellen is verliefd op Susan, maar zij blijkt al een vriendin te hebben. Susan vertrekt en laat Ellen gedesillusioneerd achter. In een poging Ellen op te vrolijken en hun acceptatie te tonen, nemen haar vrienden haar mee naar een lesbisch koffiehuis. In no time probeert een jonge vrouw (Jorja Fox) Paige te versieren, waaruit blijkt dat er in feite helemaal niets veranderd is (Paige heeft namelijk ook over aandacht van mannen nooit te klagen). Ellen vertelt haar therapeut dat het uit de kast komen tegenover haar vrienden een zware last van haar schouders heeft genomen. De therapeut maakt haar wel duidelijk dat er nog een lange weg is te gaan voor ze haar leven echt op orde heeft.

## Achtergronden

### Ellen Morgans liefdesleven
Toen de voorbereidingen van de serie in 1992 begonnen, werd al overwogen om Ellen Morgan lesbisch te laten zijn, maar dat idee werd snel verworpen. De producers wilden niet dat haar seksualiteit alle aandacht zou opeisen. Bovendien hadden ze er weinig vertrouwen in dat productiemaatschappij ABC met het plan in zou stemmen. Ellen DeGeneres vond dit geen probleem, want zij was er zelf ook nog niet aan toe om uit de kast te komen. Volgens medewerkers van de serie was zij er zelfs bijzonder op gebrand om alles wat ook maar enigszins homoseksualiteit kon suggereren, te vermijden. Tegelijkertijd begon zij zich na verloop van tijd, toen zij meer invloed kreeg en uitvoerend producent werd, meer en meer te storen aan Ellen Morgans dates met mannen. Redenerend dat er genoeg vrouwen zijn die weinig uitgaan, gooide zij verschillende scenario's in de prullenbak. Uiteindelijk leidde dit ertoe dat Ellen Morgan een aseksuele identiteit kreeg wat de schrijvers aanzienlijk beperkte in hun mogelijkheden.

### Codenaam
Het idee om Ellen Morgan lesbisch te maken bleef echter steeds spelen. Het was volgens sommige medewerkers dé manier om van de show meer te maken dan een dertien-in-een-dozijn komedie over een hechte vriendengroep. In de zomer van 1996 werden de mogelijkheden serieus verkend en begonnen in het geheim onderhandelingen daarover met ABC. Om aan het project te kunnen refereren werd gesproken over de aflevering "waarin Ellen een puppy krijgt". De titel The Puppy Episode slaat op die geheimhoudingsstrategie en heeft dus niets met een jong hondje te maken. Ondanks pogingen om het idee binnenskamers te houden en ondanks het feit dat ABC pas in maart 1997 het groene sein voor de verhaallijn gaf, lekte het al in september 1996 uit. Geruchten over een op handen zijnde coming-out van beide Ellens deden maandenlang de ronde en deze opwinding werd gevoed door verschillende hints in de aan The Puppy Episode voorafgaande afleveringen en uitspraken van DeGeneres zelf in verschillende media.

### Coming-out van Ellen DeGeneres
De op handen zijnde coming-out van het personage Ellen Morgan noodzaakte Ellen DeGeneres om zelf ook uit de kast te komen. Er was al lang over haar geaardheid gespeculeerd en geroddeld, en het zou ongeloofwaardig zijn als ze het zou blijven verzwijgen. Twee weken voor de uitzending van The Puppy Episode haalde haar coming-out de omslag van TIME Magazine onder de kop Yep, I'm Gay (1997, nr.15, pp. 66–71). Het interview was tegelijkertijd een onverhulde promotie van de bewuste aflevering. Eind april schoof ze samen met haar toenmalige partner Anne Heche aan bij een galadiner in het Witte Huis en op de dag dat The Puppy Episode werd uitgezonden verscheen ze samen met Anne in de talkshow van Oprah Winfrey.

### Reacties
Dankzij de grote hoeveelheid voorpubliciteit behaalde The Puppy Episode met 42 miljoen aanzienlijk hogere kijkcijfers dan de serie normaal gesproken had. Slechts een van de vaste sponsors, te weten Chrysler, weigerde reclametijd rond en tijdens de aflevering te kopen. De aflevering werd met verschillende prijzen bekroond, waaronder een Emmy voor het scenario.
Hoewel DeGeneres veel geprezen werd om haar moed, waren er ook vele minder positieve reacties. Conservatief-religieuze groeperingen protesteerden tegen ABC en het moederbedrijf The Walt Disney Company, die in hun ogen homoseksualiteit promootten. Een aantal rechts-religieuze antihomoconservatieven tekende een open brief waarin The Puppy Episode werd gekarakteriseerd als een 'klap in het gezicht van Amerikaanse gezinnen'. Nadat de kijkcijfers van Ellen in het vijfde seizoen verder terugliepen en de sponsors zich een voor een terugtrokken, werd de serie door ABC stopgezet. DeGeneres had daarna een paar jaar moeite om opnieuw televisiewerk te krijgen en keerde daarom terug naar het theater- en stand-upcircuit. Hoewel in mindere mate kon ook tegenspeelster Laura Dern na haar gastoptreden als Ellens 'love interest' enige tijd moeilijk werk vinden.

### Lange termijn
The Puppy Episode en het daarna volgende vijfde seizoen van de komedieserie heeft de deur geopend voor andere televisieseries met homoseksuele hoofdpersonages. Met name Will & Grace en The L Word worden onmogelijk geacht zonder het baanbrekende effect van The Puppy Episode.
Sommige acteurs durven dankzij Ellens coming-out en het feit dat ze nog steeds (of eigenlijk weer) succesvol is, zelf ook uit de kast te komen. T.R. Knight (Grey's Anatomy) bijvoorbeeld refereerde bij zijn coming-out in oktober 2006 expliciet aan haar.
In 2002 werd de website AfterEllen.com over lesbische en biseksuele vrouwen in de media en de entertainmentindustrie opgericht, die uitgroeide tot de bestbezochte 'lesbische' site op het Internet. Deze website beschouwt The Puppy Episode en DeGeneres' coming-out als een mijlpaal en het startpunt van de verbetering van de zichtbaarheid van lesbiennes en biseksuele vrouwen in films, boeken en op televisie. Dat is de reden dat de site in haar naamgeving (vert. Na Ellen) aan dit moment refereert.